# Sabaiza
Sabaiza est une localité du Pays basque espagnol, dans la communauté forale de Navarre.